# Henri Christian Michel Stengel
Henri Christian Marie de Stengel (Neustadt an der Weinstraße, 11 maggio 1744 – Mondovì, 28 aprile 1796) è stato un generale francese.
Entrato molto giovane nell'esercito reale francese, scalò rapidamente la scala gerarchica, fino a raggiungere il grado di generale di divisione. Venne ferito gravemente durante la battaglia di Mondovì mentre prestava servizio come comandante della cavalleria nell'Armata d'Italia, morendo pochi giorni dopo.

## Gli inizi della carriera
Nel 1758 entrò a far parte delle Guardie Palatine (esercito bavarese), passando nel 1760 all'esercito francese. Combatté nella guerra dei sette anni, diventando tenente nel 1762, capitano nel 1769 e ufficiale superiore nel 1788. Dopo la Rivoluzione francese fu nominato colonnello del 1º Reggimento Ussari.

## Le guerre rivoluzionarie
Dopo la Rivoluzione, Stengel servì come generale di brigata nell'Armata del Nord. Nel settembre 1792 combatté a Valmy e a novembre a Jemappes. Nello stesso anno condusse con successo l'avanguardia di Dumouriez a Mechelen e Voroux-les-Liers nei Paesi Bassi austriaci.
Nel 1793 fu sconfitto ad Aldenhoven; ciò provocò la cacciata dei francesi da Aquisgrana. Per questi avvenimenti gli fu presentato un mandato di comparizione di un tribunale rivoluzionario; giudicato innocente, fu comunque costretto al ritiro anticipato.
Reintegrato al grado il 1 ° marzo 1795, fu promosso generale di divisione il 13 giugno e trasferito a comandare la cavalleria dell'Armata d'Italia.

## La battaglia di Mondovì e i combattimenti del Cassanio
Il 21 aprile 1796 durante la battaglia di Mondovì la cavalleria dell'Armata d'Italia, lasciata inattiva durante la campagna di Montenotte a causa dei luoghi inadatti, poté essere impiegata.
Più di 200 dragoni francesi attraversarono il fiume Ellero, presso l'area del Cassanio, per attaccare le truppe austro-sarde ormai in ritirata.
Prima di portare a termine questo compito Stengel e i suoi cavalieri furono intercettati dal reggimento piemontese dei Dragoni del Re, comandati dal colonnello marchese di Chaffardon, meglio armati e con cavalli migliori (un contemporaneo racconta "l'urto degli alti e robusti cavalli piemontesi fu tale che molti dei piccoli e smunti cavalli francesi si rovesciarono a terra"), anche se inferiori in numero.
La disfatta francese fu totale, lo stesso Stengel fu ferito gravemente al braccio sinistro, portato al riparo nella cappella di San Paolo riconobbe l'esistenza di Dio, la legittimità del re di Sardegna e gridò: "le roi me connaît".
Trasportato nell'ospedale di Carassone, morì dopo 7 giorni in seguito all'amputazione del braccio ferito. Venne sepolto nella chiesa di San Giovanni in Lupazzanio, presso l'altare di San Giacinto, sul lato destro della chiesa, ora scomparso.

## Encomii
Il nome di Stengel è inciso sull'Arc de Triomphe de l'Étoile.